# Montejo
Montejo – gmina w Hiszpanii, w prowincji Salamanka, w Kastylii i León, o powierzchni 29,11 km². W 2011 roku gmina liczyła 235 mieszkańców.